# Труфанова, Анастасия Александровна
Анастаси́я Алекса́ндровна Труфа́нова (род. 13 августа 1996, Москва) — российская скелетонистка, победительница и призёр чемпионатов России.

## Карьера
Труфанова дебютировала на Кубке Европы по скелетону в ноябре 2016 года на этапе в Инсбруке, заняв по итогам двух попыток 20-е место.
В октябре 2017 года она заняла 2-е место на Кубке России по скелетону с результатом 1.57,80 секунд, уступив чемпионке Алину Тарарыченковой и опередив Марию Суровцеву. В январе 2018 года Анастасия впервые в карьере поднялась на пьедестал Кубка Европы, завоевав бронзовую медаль.
В январе 2019 года Анастасия вновь завоевала бронзовую медаль на Кубке Европы, став третьей на этапе в Альтенберге.
В марте 2023 года на чемпионате России по бобслею и скелетону, который проходил в Сочи, Анастасия завоевала бронзовую медаль, уступив по итогам четырёх попыток своим соперницам Алёне Фроловой и Юлии Канакиной.
В марте 2024 года на чемпионате России по бобслею и скелетону, который проходил в Сочи, по итогам двух заездов Труфанова стала чемпионкой страны. Она показала время 1.55,83, опередив своих соперниц Полину Тюрину и Алину Тарарыченкову. В смешанных соревнованиях скелетонистов в паре с Даниилом Романовым заняла второе место, уступив Алёне Фроловой и Богдану Попову.